# オオスナネズミ
オオスナネズミ（学名:Rhombomys opimus)オオスナネズミ属に属する唯一の動物である。

## 説明
体長15〜20cm。穴を掘るために大きな爪をもっている。寿命は２〜４年程度。

## 分布
乾燥帯、砂漠に棲息しており、トルクメニスタン、カザフスタン、モンゴル、中国、パキスタン、アフガニスタン、イランに分布している。

## 生態
オオスナネズミの巣穴は、食品保存のための巣や、寝室の巣など別個の巣があり全体として大規模な巣をつくる。冬の間は、巣穴で過ごすことが多いが冬眠はせず、昼間に植物を食べて過ごしている。

## その他
オオスナネズミは、エルシニア、ペスト、リーシュマニア症の原因となる人獣共通感染症の病原体などを媒介していることが知られている。また、作物害獣としても知られており、腐食などに関与している。